# ローズマリー・ボウ
ローズマリー・ボウ（Rosemarie Bowe、1932年9月17日 - ）は、アメリカ合衆国の女優。

## 出演作品
- ファラ・フォーセットの スカイパニック
- さらばポンペイ
- 熱砂の女盗賊